# Pontboset Skyrace
La Pontboset skyrace - Trophée Paul Jacquin est une compétition de course nature (Skyrunning) créée en 2003 à Pontboset (Vallée d'Aoste). Elle a lieu le premier dimanche d'août. En 2007-2008 elle a fait partie du calendrier du championnat valdôtain de course nature, tandis qu'en 2009 (à la suite de la suspension du Skyrace trophée Mezzalama) elle est devenue une compétition unique.

## Parcours
La compétition a lieu surtout sur des chemins muletiers, sur des clapiers de hautes montagnes. Le départ se situe à Pontboset (780 mètres), dans la moyenne vallée de Champorcher, pour rejoindre la localité Crest. Les participants atteignent ensuite le lieu-dit Brenve suivant un parcours moins raide, pour arriver au col Bruillet (2 450 mètres), près du lac Cornu. La partie suivante prévoit un trajet de 3 km avec une vue sur le mont Rose jusqu'au lieu-dit Troume. Une montée assez facile conduit au Plan Mérié, où commence la descente vers Frassiney. Après 23 km environ, les participants font retour à Pontboset.

## Record
- le record masculin est de 2h22’28’’, fixé par Lucio Fregona en 2006 ; le record féminin appartient à la valdôtaine Gloriana Pellissier, en 2005 (2h56’42’’).
- les athlètes ayant gagné le plus de trophées sont le valdôtain Dennis Brunod (5) et la valdôtaine Gloriana Pellissier (5).

## Palmarès masculin
| An   | Gagneur            | Deuxième         | Troisième       |
| ---- | ------------------ | ---------------- | --------------- |
| 2003 | Hector Champrétavy | Giacomo Sangalli | Giancarlo Costa |
| 2004 | Dennis Brunod      | Paolo Bert       | Marco Maini     |
| 2005 | Lucio Fregona      | Dennis Brunod    | Fulvio Dapit    |
| 2006 | Lucio Fregona      | Dennis Brunod    | Fausto Rizzi    |
| 2007 | Dennis Brunod      | Fulvio Dapit     | Paolo Bert      |
| 2008 | Dennis Brunod      | Massimo Colombo  | Jean Pellissier |
| 2009 | Massimo Colombo    | Claudio Garnier  | Daniele Zerboni |
| 2010 | Dennis Brunod      | Massimo Colombo  | Paolo Bert      |
| 2011 | Dennis Brunod      | Paolo Bert       | Claudio Garnier |